# Hydriena distanti
Hydriena distanti är en insektsart som beskrevs av Melichar 1912. Hydriena distanti ingår i släktet Hydriena och familjen Dictyopharidae. Inga underarter finns listade i Catalogue of Life.